# Joachim Westrik
Joachim Westrik (Smilde, 2 juni 1890 - Voorthuizen, 25 augustus 1956) was een Nederlandse burgemeester.
Westrik, zoon van de predikant Timon Frederik Westrik en Christina van Cleef, huwde in 1919 te Hilversum met de Papendrechtse Elisabeth van Popta. Tussen 1925 en 1944 was hij burgemeester van de gemeente Barneveld.
Westrik werd aangesteld als opvolger van burgemeester Anne Willem Jacob Joost baron van Nagell. Hij maakte onder andere het grootste gedeelte van de Tweede Wereldoorlog mee als burgemeester en was in die periode onder andere een tussenschakel in het Plan-Frederiks. In 1944 werd Westrik vervangen door een burgemeester van de NSB. Westrik dook hierna onder.

## Rechtszaak
Na de bevrijding in 1945 werd hij in zijn functie als burgemeester hersteld, maar vragen in de Tweede Kamer over zijn rol tijdens de oorlog leidden tot een eervol ontslag. Begin 1948 moest Westrik verschijnen voor het Bijzonder Gerechtshof te Arnhem vanwege zijn betrokkenheid bij de arrestatie op drie adressen van vijftien ondergedoken Joodse inwoners in zijn gemeente. De arrestaties waren verricht door de burgemeester zelf en de politie, waarna de arrestanten aan de SD werden overgedragen; slechts een van de vijftien arrestanten overleefde de concentratiekampen.
Westrik voerde tijdens het proces aan dat hij 2000 jongemannen uit de Arbeitseinsatz had weten te houden en dat hij destijds ook op de hoogte was van de vele onderduikers in zijn gemeente: daardoor was hem er veel aan gelegen om de SD uit de gemeente te weren. Om tegemoet te komen aan de anonieme meldingen over Joodse onderduikers had hij besloten om zelf huiszoekingen te verrichten, maar pas nadat de bewoners waren gewaarschuwd zodat de onderduikers konden vluchten. Naar eigen zeggen waren ook deze drie adressen gewaarschuwd, maar troffen ze bij de inval onbedoeld alsnog de onderduikers aan en hij had toen geen andere keus dan hen te arresteren. Zijn claim dat deze drie adressen waren gewaarschuwd, konden niet worden bevestigd middels getuigenverklaringen; wel verklaarden diverse verzetsmensen tijdens het proces dat de burgemeester voorafgaand aan huiszoekingen de bewoners inderdaad liet waarschuwen. Ook spraken zij hun steun uit voor de burgemeester vanwege diens hulp aan het verzet en de grote risico's die hij had genomen.
De aanklager gaf aan dat de drie zaken overtuigend waren bewezen, maar dat Westrik ook had geprobeerd het algemeen belang te dienen; dit was echter ten koste gegaan van mensenlevens en dat werd hem aangerekend. De aanklager hield rekening met het goede werk dat Westrik had gedaan tijdens de bezettingsjaren, met zijn ontslag na de oorlog, en met zijn zwakke gezondheid, waardoor de eis beperkt bleef tot één jaar gevangenisstraf.
Westrik werd eind januari 1948 veroordeeld tot een jaar voorwaardelijke gevangenisstraf met een proeftijd van drie jaar vanwege zijn rol bij twee van de drie arrestaties.
In 1947 werd Westrik definitief als burgemeester opgevolgd door Carl Erich Eberhard Kuntze. Westrik overleed in 1956 in Voorthuizen op 66-jarige leeftijd. Hij was secretaris van het Veluwse bosbrandweercomité en inspecteur van de bosbrandweer in Nederland.